# Rathaus Balingen

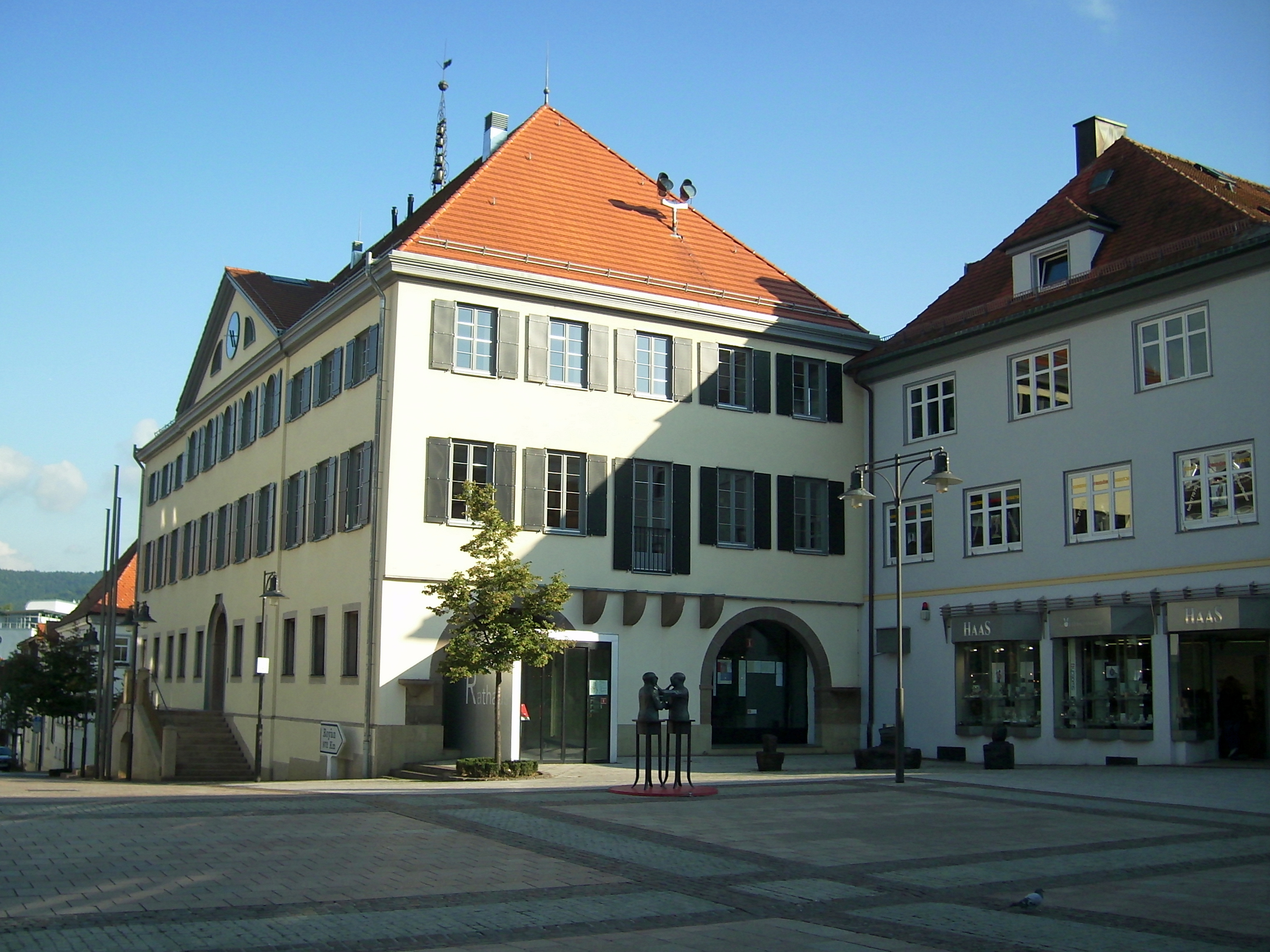
Rathaus in Balingen

Das Rathaus in Balingen, der Kreisstadt des Zollernalbkreises in Baden-Württemberg, wurde 1811 errichtet. Das Rathaus an der Färberstraße 2 ist ein geschütztes Kulturdenkmal.
Nachdem das alte Rathaus dem Stadtbrand von 1809 zum Opfer gefallen war, wurde das heutige Rathaus von Bauinspektor Carl Christian Nieffer (1787–1871) erbaut. Es beherbergte damals die Stadtverwaltung, das Oberamt, das Oberamtsgefängnis, das Notariat, ein Waag- und Lagerhaus sowie die Fruchtschranne.
Das dreigeschossige, verputzte Gebäude steht auf einem hohen Sockel. Eine zweiläufige Freitreppe an der Nordfassade führt zum Haupteingang. Auf dem Walmdach mit nördlichem Dreiecksgiebel und Dachreiter befindet sich ein Glockenspiel mit Westminsterschlag.
Das Gebäude wurde von 2000 bis 2003 umfassend renoviert.